# Сермешел – Турда – Окна-Муреш
Сермешел – Турда – Окна-Муреш – історичний газопровід у центральній частині Румунії, в Трансильванії. Оскільки його спорудження припало на час перебування цього історичного регіону у складі Угорщини (Австро-Угорщини), також відомий як Кіссармаш – Турда – Марошуйвар (Kissármás – Turda – Marosújvár).
В 1909 році у Тансильванії поблизу селища Сермешел (на околиці міста Сермашу) виявили родовище природного газу.  У 1913-му від нього проклали трубопровід до місцевого цегельного заводу, який, за твердженням румунських джерел, став першим газопроводом Європи.
Невдовзі ресурс родовища використали для ще кількох підприємств Трансильванії. Для цього у 1914 році проклали трубопровід від Сермешел до Турди, де природний газ використовувався як паливо содовим заводом компанії Solvay та цегельним заводом. Споруджений у підземному виконанні газопровід мав довжину 52 км при діаметрі 250 мм. Для нього використали з’єдні на фланцях сталеві безшовні труби довжиною від 6 до 10 метрів.
Невдовзі газопровід був продовжений на 24 км до Окна-Муреш, що дозволило забезпечити блакитним паливом ще один содовий завод компанії Solvay.
У 1917-му постачений по трубопроводу ресурс почали використовувати для громадського освітлення Турди, що стало першим таким прикладом у Європі.
По завершенні Першої світової війни Трансильванію воз’єднали із Румунією. Розвиток газового господарства при цьому продовжився і в певний момент по маршруту Сермешел – Турда – Окна-Муреш проклали ще одну нитку. А в 1927-му у Сермешел запрацювала перша в Європі компресорна станція.